# 芭蕉乡 (仪陇县)
芭蕉乡，是中华人民共和国四川省南充市仪陇县下辖的一个乡镇级行政单位。

## 行政区划
芭蕉乡下辖以下地区：
明灯村、春风村、庆祝村、华光村、富裕村、中原村、西门村、同春村、迎春村、远征村和互助村。